# TUIfly Nederland
TUI fly Netherland, couramment appelé TUI fly et anciennement Arkefly (code AITA : OR ; code OACI : TFL), est une compagnie aérienne à bas prix néerlandaise. Elle fait partie du plus grand groupe de tourisme au monde, le groupe TUI basé à Hanovre, qui possède de nombreuses autres compagnies aériennes dont TUIfly, TUIfly Nordic, TUI fly Belgium et TUI Airways.
Les destinations de TUI fly sont : l'Europe du Sud, l'Afrique du Nord, les Caraïbes et l'Amérique latine.
Le hub principal est l'aéroport d'Amsterdam-Schiphol.

## Historique

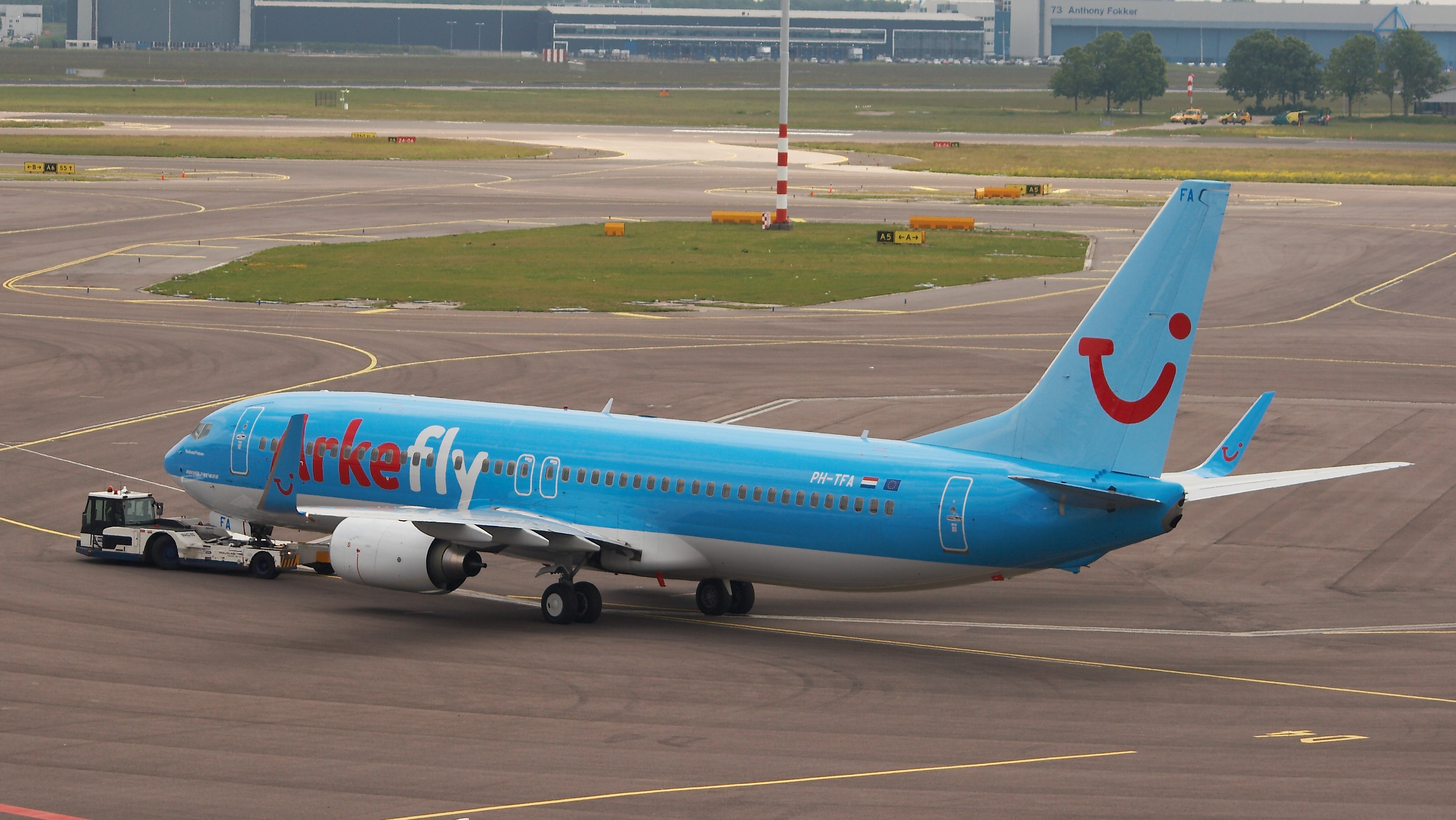
Boeing 737-800 dans l'ancienne livrée

En 2005, le matériel et le personnel est racheté par le TUI Group, après la faillite d'HollandExel, une compagnie aérienne charter néerlandaise. En septembre de la même année, la compagnie est créée, alors sous le nom Arkefly. Son nom est basé sur Arke (nl), qui était alors le plus grand voyagiste néerlandais.
En 2012, une nouvelle livrée est adoptée comme l'ensemble des compagnies aériennes du groupe TUI.

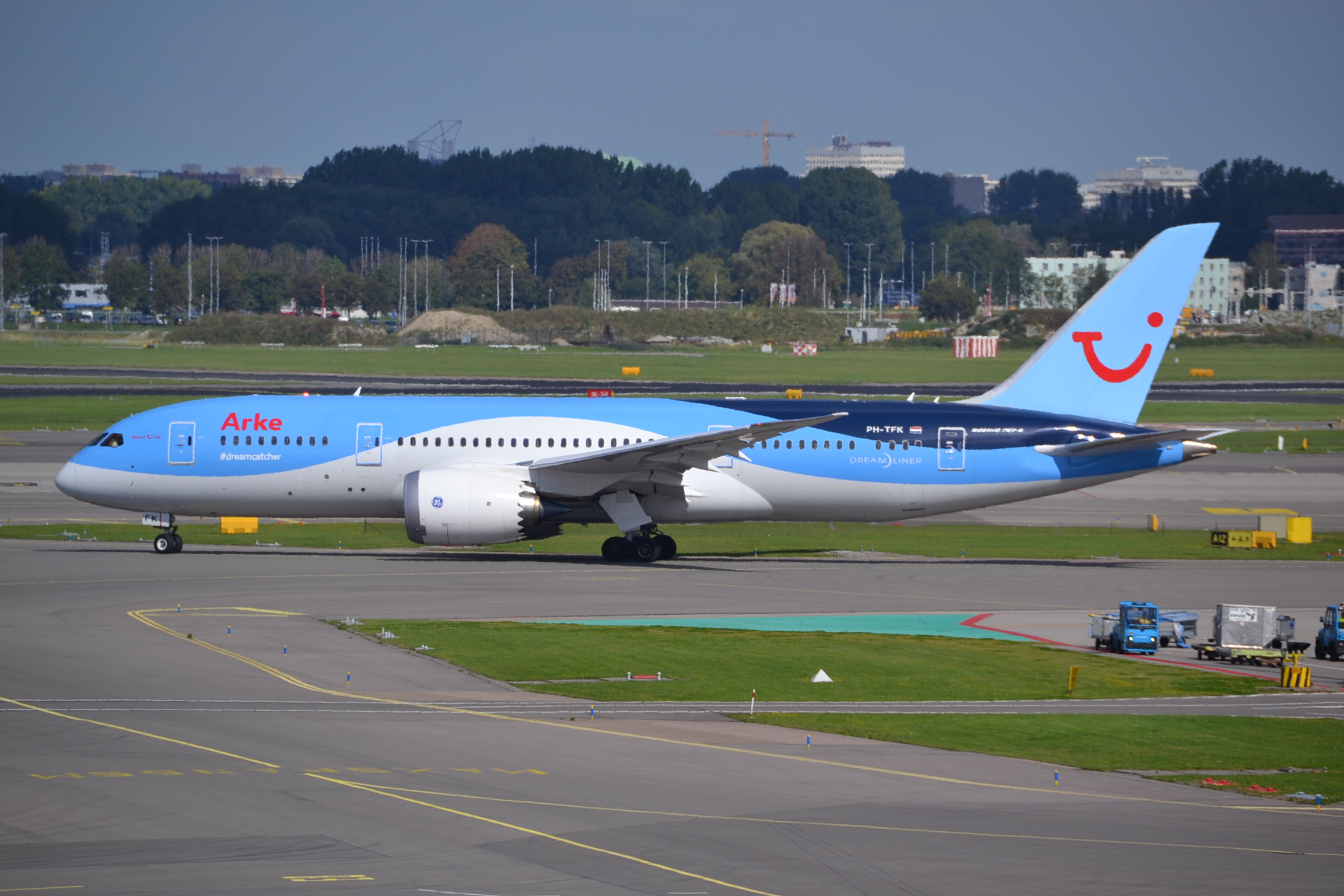
Un Boeing 787 de la compagnie avec son ancien nom

En octobre 2015, la compagnie reçoit ses trois Boeing 787 Dreamliner, en vue de remplacer les Boeing 767 et de moderniser la flotte.
En mars 2017, Arkefly change de nom pour devenir TUI fly, par analogie avec les autres compagnies aériennes TUIfly.
En décembre 2018, elle réceptionne son premier Boeing 737 MAX-8.
Ses Boeing 737 MAX sont cloués au sol à la suite de l'interdiction de vol par l'EASA en mars 2019.
En avril 2019; elle loue en ACMI des Airbus A320 à GetJet Airlines pour la période estivale.

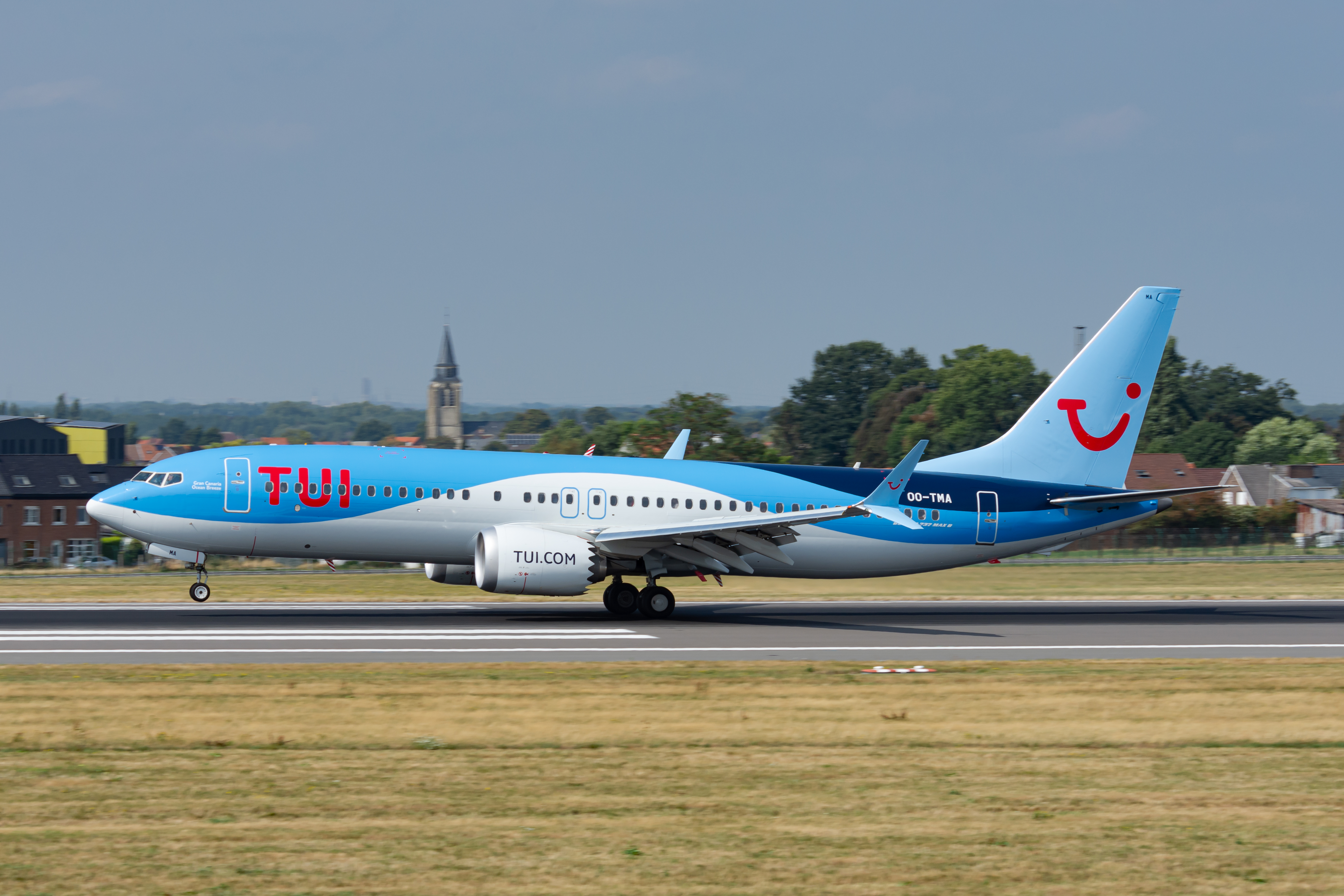
Un Boeing 737 MAX de la compagnie

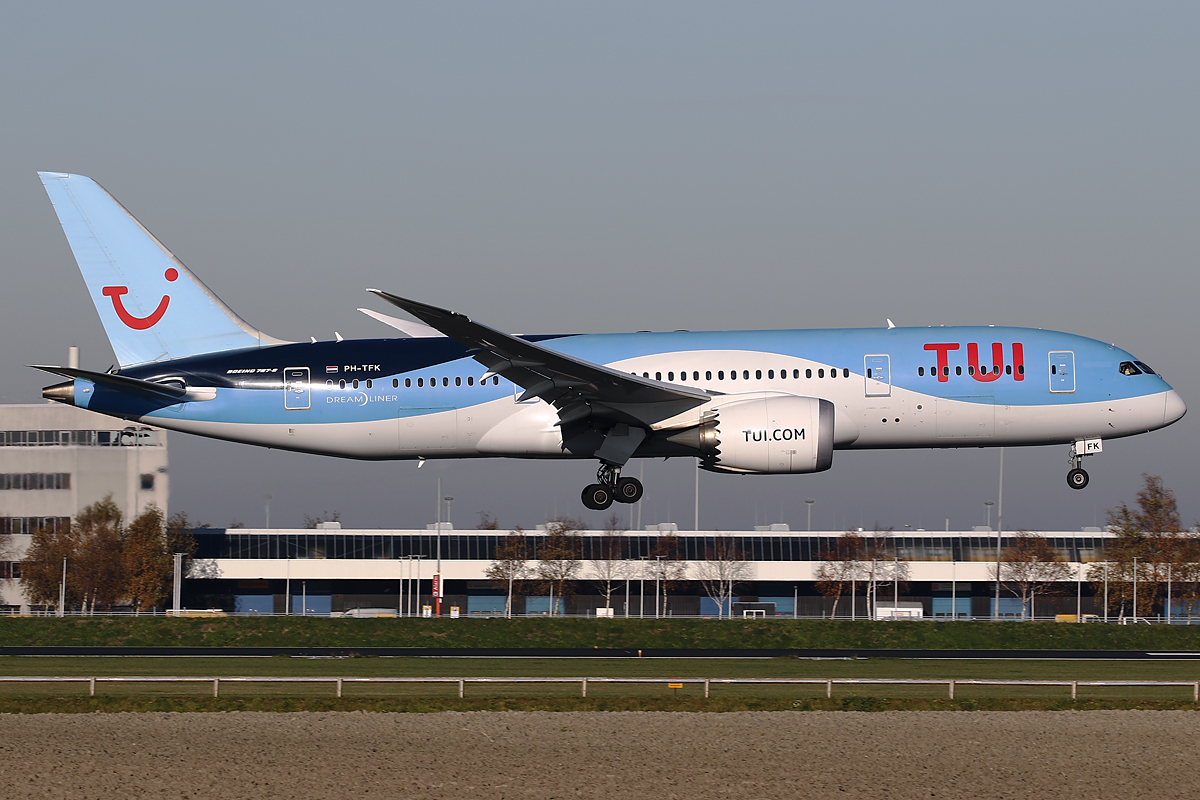
Boeing 787 Dreamliner pour le long courrier

## Flotte
La flotte de TUI fly Netherlands est composée des appareils suivants en mai 2024:

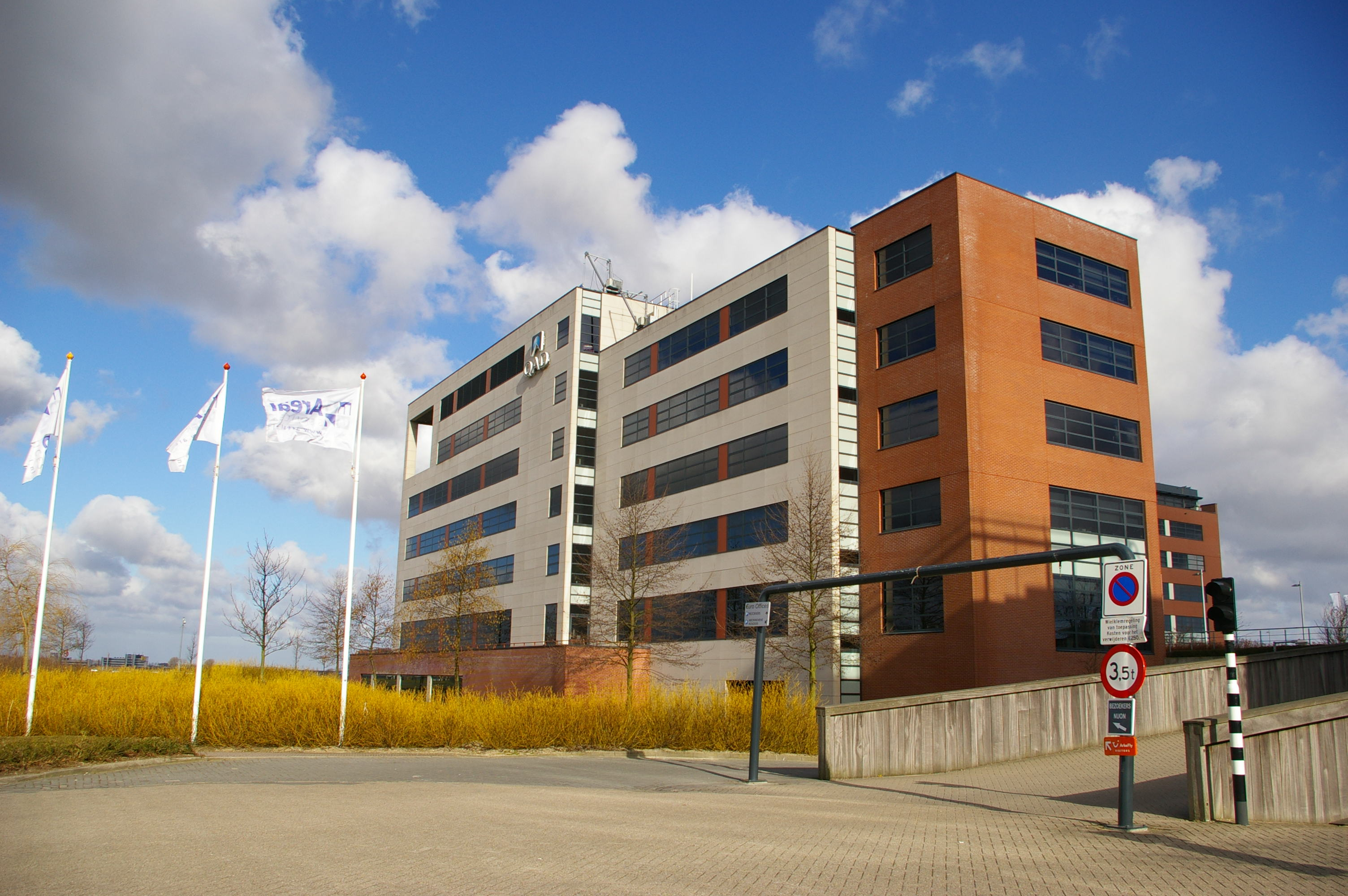
Siège social de TUI fly

## Identité visuelle

Logo d'Arkefly de 2005 à 2016.
Logo de TUI fly depuis 2017.
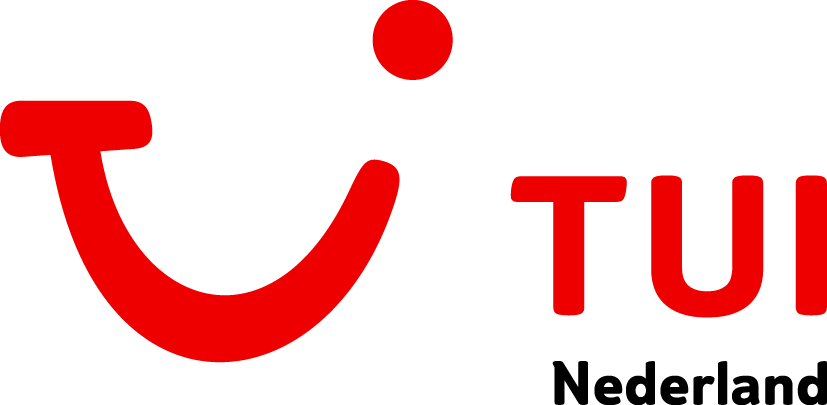
Logo de TUI Nederland depuis 2015.